# Reformierte Kirchen

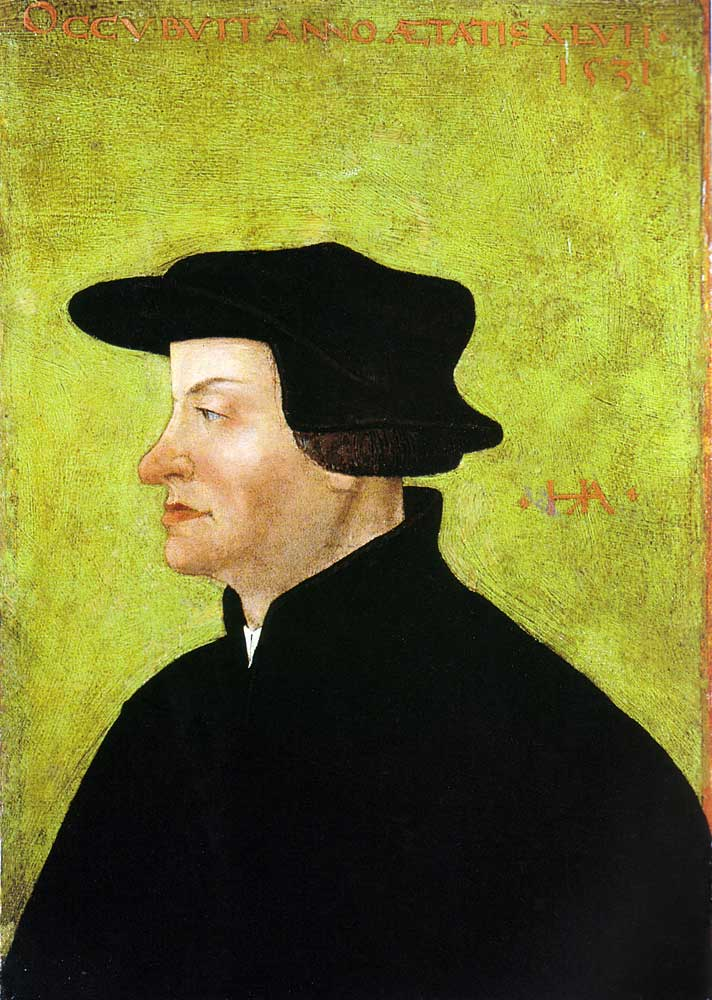
Huldrych Zwingli, Mitbegründer der Reformierten Kirche

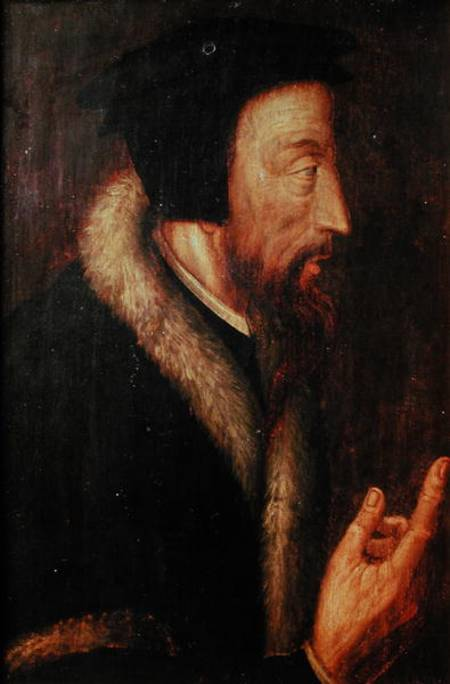
Johannes Calvin, einer der Vordenker der Reformierten Kirche

Die reformierten Kirchen (oft auch evangelisch-reformierte Kirchen) bilden eine der großen christlichen Konfessionen in reformatorischer Tradition, die von Mitteleuropa ihren Ausgang nahmen. Sie gehen vor allem auf das Wirken von Huldrych Zwingli in Zürich und Johannes Calvin in Genf (Calvinismus) im Zuge der Reformation zurück.
Die reformierten Kirchen gehören ebenso wie die evangelisch-lutherischen Kirchen zu den evangelischen Kirchen. Die meisten reformierten Kirchen sind heute in der Weltgemeinschaft Reformierter Kirchen zusammengeschlossen. Weltweit sind die ursprünglich aus Schottland stammenden presbyterianischen Kirchen die größte Gruppe in der Familie der reformierten Kirchen.
In der reformierten Theologie nimmt die Bibel, verstanden als göttliche Offenbarung, die zentrale Stelle ein; dies schlägt sich nieder in der Schlichtheit der Kirchenräume und des Gottesdienstes, der auf die Verkündigung des Evangeliums zentriert sein und möglichst wenige außerbiblische Elemente enthalten soll. Auch die Sakramente, namentlich das Abendmahl, treten in der gottesdienstlichen Praxis gegenüber Katholizismus und Luthertum in den Hintergrund und werden, als rein zeichenhafte Handlung verstanden, in den Dienst der Verkündigung gestellt. Wesentliches Charakteristikum reformierter Theologie ist ferner die starke Betonung der Prädestinationslehre, des Gedankens einer ausschließlich im Glauben begründeten Erwählung der zum Heil (bzw. zur Verdammnis) bestimmten Menschen durch Gott ohne die Möglichkeit der Beeinflussung durch den Menschen.

## Verbreitung
Heute sind reformierte Kirchen auf allen Kontinenten verbreitet, sie bilden jedoch nur in wenigen Ländern die Mehrheit. Länder mit mehrheitlich reformierten Kirchen sind Tuvalu, Vanuatu und Niue; bis in die 1950er Jahre gehörten auch Schottland, Nordirland und noch bis in die 1970er Jahre die Schweiz dazu. In der Schweiz liegt die Mitgliederzahl der reformierten Kirche unter derjenigen der katholischen. Traditionelle reformierte Minderheiten aus der Reformationszeit gibt es in Frankreich (Hugenotten), Polen, Ungarn/Rumänien und Litauen. Größere reformierte Kirchen gibt es auch in Nordamerika, die unter anderem auf puritanische Einwanderer aus Großbritannien zurückgehen. Zu nennen wären unter anderem die Presbyterian Church und die United Church of Christ.
In der Schweiz sind sämtliche evangelischen Landeskirchen reformierten Bekenntnisses; sie bilden, zusammen mit der methodistischen Kirche, die Evangelisch-reformierte Kirche Schweiz.
In Österreich sind die reformierten Gemeinden in der Evangelischen Kirche H.B. zusammengeschlossen.
In Deutschland gibt es mit der Evangelisch-reformierten Kirche und der Lippischen Landeskirche zwei reformierte Landeskirchen, die zusammen mit weiteren lutherischen und unierten Landeskirchen die Evangelische Kirche in Deutschland bilden. In der Evangelischen Kirche in Mitteldeutschland und der Evangelischen Kirche Berlin-Brandenburg-schlesische Oberlausitz sind reformierte Gemeinden jeweils in reformierten Kirchenkreisen zusammengeschlossen. In den Landeskirchen im Rheinland und in Hessen-Nassau bestehen Reformierte Konvente. Daneben bestehen der Bund Evangelisch-reformierter Kirchen Deutschlands und die als Freikirche konstituierte Evangelisch-altreformierte Kirche in Nordwestdeutschland. Dachverband der etwa zwei Millionen deutschen reformierten Christen ist der Reformierte Bund. Darüber hinaus gibt es noch einige Freikirchen mit explizit reformiertem Bekenntnis wie etwa die Bekennende Evangelisch-Reformierte Gemeinde in Gießen.
Die reformierte Kirche ist in Deutschland besonders auf dem Hunsrück, im Wittgensteiner Land, in Lippe, am Niederrhein, im Bergischen Land (Wuppertal), im Siegerland, in Nordwestdeutschland (vor allem Grafschaft Bentheim, Grafschaft Lingen und Ostfriesland) und Bremen, im Ravensberger Land, an der Plesse, in Bayern sowie in Berlin und Brandenburg verbreitet.

## Geschichte
Ulrich Zwingli betonte in Selbstzeugnissen, dass er ab 1516 die sonntäglichen Perikopen durch Bibelstudium erarbeitete, um schriftgemäß darüber predigen zu können. Als Bruch sah er dann den Beginn seiner Predigttätigkeit als Leutpriester am Zürcher Großmünster (1. Januar 1519). Denn er gab die traditionelle Perikopenordnung auf und begann mit einer fortlaufenden Kommentierung des Matthäusevangeliums. Dafür nahm er die Praxis der Alten Kirche als Vorbild.
Als „Urdatum“ wird häufig das Wurstessen beim Zürcher Bürger Christoph Froschauer bezeichnet, einem Druckereibesitzer, an Invokavit 1522 (9. März), also dem ersten Sonntag der vorösterlichen Fastenzeit. Zwingli soll zwar nicht selbst mitgegessen haben, aber bei dem Wurstessen anwesend gewesen sein. Als Priester verteidigte er den Fastenbruch: Das Fastengebot sei ein menschliches Gesetz und deshalb nicht unbedingt gültig. Nur göttlichen Gesetzen müsse der Mensch unbedingten Gehorsam leisten. Die göttlichen Gesetze aber fand Zwingli in der Bibel.

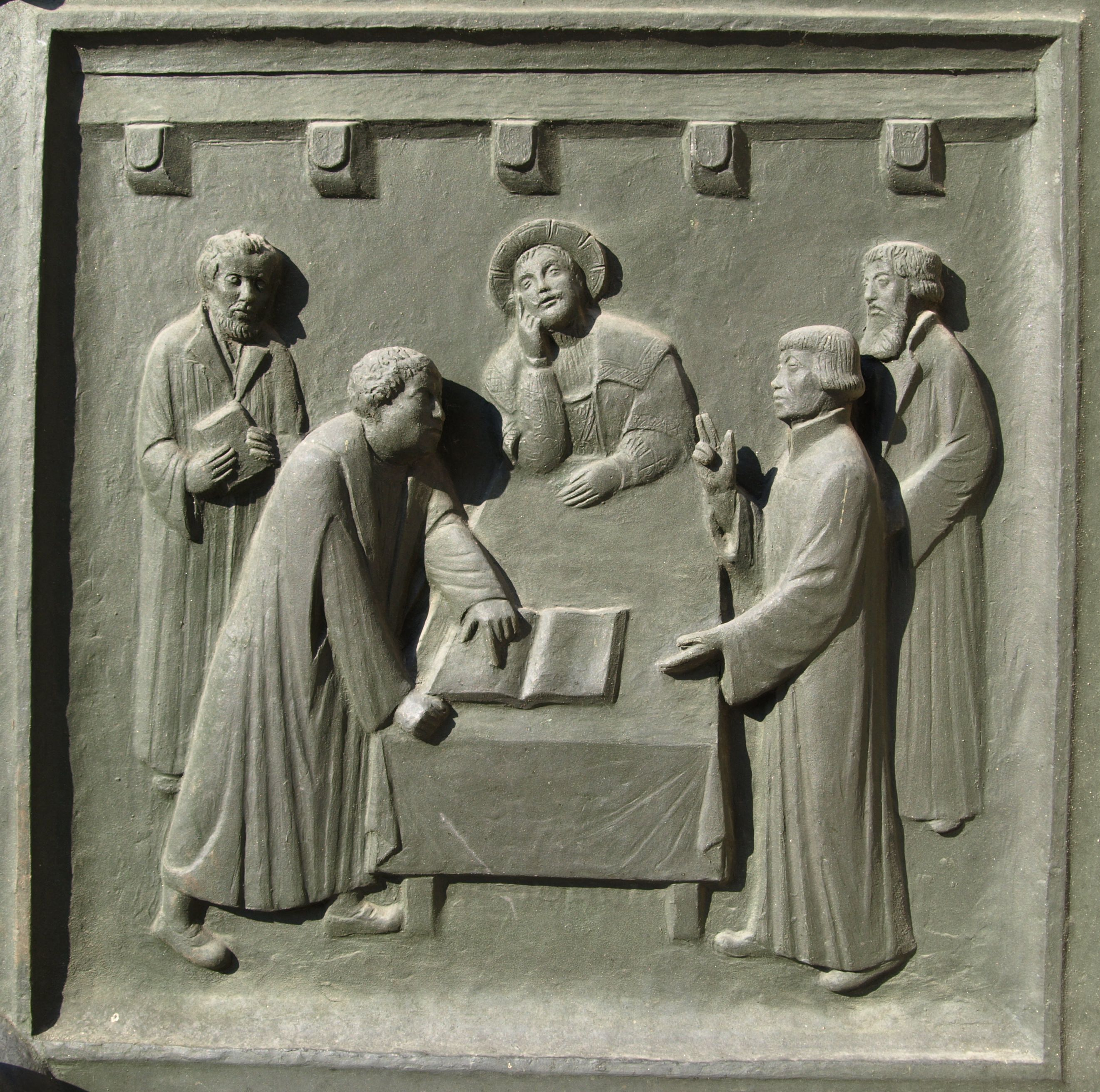
Marburger Religionsgespräch 1529, Detail des Zwingli-Portals am Großmünster in Zürich

Die Reformation Zwinglis verbreitete sich in den nächsten Jahren in weiteren Schweizer Städten (Bern, Basel, St. Gallen), im süddeutschen Raum und im Elsass. Reformierte Zentren waren Straßburg, Memmingen, Lindau und Konstanz. Im Gegensatz zum Luthertum war Zwinglis reformierte Kirche von ihren Anfängen an mit den republikanischen Städten verbunden – die vom Volk gewählten Regierungen entschieden sich, oft aufgrund von Disputationen, für die Reformation. Ein Zusammenschluss mit dem lutherischen Zweig der Reformation gelang beim Marburger Religionsgespräch 1529 zwischen Luther und Zwingli nicht, vor allem weil in der Abendmahlsfrage keine Einigung erzielt werden konnte. Luther hielt an der wirklichen Gegenwart (Realpräsenz) von Leib und Blut Christi in den Gestalten des Mahls fest, während Zwingli das Abendmahl als Symbol begriff.
Nach Zwinglis Tod war es Heinrich Bullinger, sein Nachfolger als Zürcher Antistes, der in der deutschsprachigen Schweiz die Reformation konsolidierte und durch seine ausgedehnte Korrespondenz zu seinen Lebzeiten europaweit der einflussreichste reformierte Führer war.
Fünf Jahre nach Bullingers Amtsantritt begann in Genf die Wirksamkeit von Johannes Calvin, dem Begründer des zweiten Zweigs der reformierten Theologie. Die Reformation der Genfer Richtung verbreitete sich besonders in Frankreich, wo die Hugenotten in manchen Landesteilen zur Bevölkerungsmehrheit wurden. Während der Hugenottenkriege flohen viele Hugenotten ins Ausland, wo sie französisch-reformierte Gemeinden gründeten, darunter zum Beispiel in Berlin, Brandenburg, Erlangen, Hamburg, Schwabach und den Niederlanden.
Während sich in den deutschen, niederländischen und schottischen Gebieten die Genfer Richtung durchsetzte, war es in England Bullinger, dessen Theologie die anglikanische Reformation wesentlich beeinflusste.
In der Schweiz folgten die deutschsprachigen Gebiete der zwinglischen Richtung, Genf und Neuenburg der calvinistischen. Das Waadtland nahm eine Zwischenstellung ein. Die Reformation wurde in den bernischen Untertanengebieten zwangsmässig eingeführt; später geriet die Waadt – als vor allem französischsprachiges Territorium – unter starken Genfer Einfluss. So behielt es zwar im Wesentlichen die zwinglische Theologie bei, führte aber unter Genfer Druck das staatsunabhängige calvinische Kirchenmodell ein. 1549 kam es im Consensus Tigurinus von Bullinger und Calvin zu einer Einigung der beiden Richtungen, die bis heute für die evangelisch-reformierten Kirchen der Schweiz gilt.

## Protestantische Union
Im frühen 19. Jahrhundert wurden in einer Reihe von Bundesstaaten des 1815 errichteten Deutschen Bundes die reformierten Kirchen mit den lutherischen vereint, in einigen hauptsächlich organisatorisch, in anderen auch im Bekenntnis. In praktisch allen von ihnen verschmolzen reformiertes und lutherisches Bekenntnis in den folgenden Jahrzehnten weitgehend. Dabei kann man wohl außer in Bremen von einer Dominanz der lutherischen Vorstellungen ausgehen. Von den Ländern, in denen traditionell reformierte Territorien vorhanden waren, blieben nur im Königreich Hannover die reformierte und die lutherische Kirche getrennt. Da außerdem in Bayern keine traditionell reformierten Gebiete vorhanden waren, aber viele Hugenotten lebten, die in aller Regel reformiert waren, umfasst die Evangelisch-reformierte Kirche, die innerhalb der Evangelischen Kirche in Deutschland den Status einer Landeskirche besitzt, im Wesentlichen Gemeinden in Niedersachsen und Bayern.

## Reformierte und Täufer

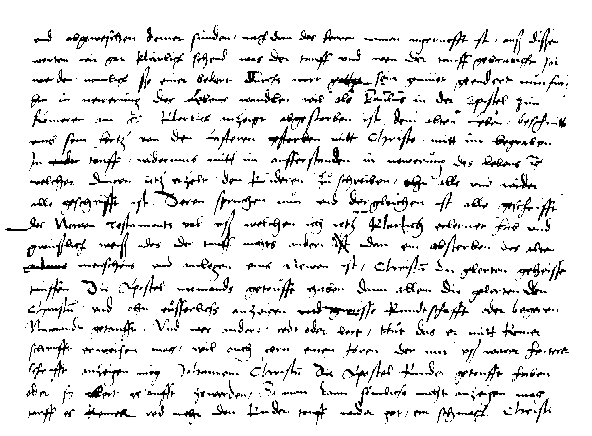
Faksimile der von Manz verfassten Schutzschrift (1524/25) an den Rat der Stadt Zürich

Die Zürcher Reformation war auch die Keimzelle der Täuferbewegung, die heute auch als „radikale Richtung der Reformation“ gilt. Ihre Gründerväter – darunter Konrad Grebel, Felix Manz und Andreas Castelberger – gehörten ursprünglich zum engen Kreis der Vertrauten Ulrich Zwinglis. Ende 1524 / Anfang 1525 kam es zwischen ihm und den späteren Täufern zum Bruch. Gründe dafür waren unter anderem unterschiedliche ekklesiologische Anschauungen und vor allem der Streit um die von den Täufern als unbiblisch betrachtete und abgelehnte Säuglingstaufe. In seiner im Dezember 1524 verfassten Protestation und Schutzschrift an die Zürcher Ratsherren stellte Felix Manz seine Position dar und forderte darüber eine schriftliche Auseinandersetzung anhand der Heiligen Schrift. Der Zürcher Rat ging auf diese Forderung nicht ein, sondern verfügte nach einer öffentlichen Disputation Anfang 1525 ein gegen die Täufer gerichtetes Mandat und stellte die Verweigerung der Kindertaufe unter Strafe. Manz und Grebel erhielten ein Lehrverbot. Die Täufer, die am Abend des 21. Januar 1525 zum ersten Mal die Gläubigentaufe vollzogen hatten, widersetzten sich den Anordnungen.
Andere Richtungen der Täufer gingen von Karlstadt und Straßburg aus. Die Bewegung breitete sich bis in die 1530er Jahre im Raum von Österreich bis in die Niederlande aus. Mit dem sogenannten Wiedertäufermandat drohte der Reichstag zu Speyer 1529 den Täufern die Todesstrafe an. Sie erfuhren in den Folgejahren besonders wegen ihrer kritischen Haltung gegenüber den Obrigkeiten heftige Verfolgungen, denen viele Anhänger der Bewegung im 16. und 17. Jahrhundert zum Opfer fielen; ihren Glaubensgenossen gelten sie als Märtyrer.
Spätere Richtungen der Täufer sind etwa die Hutterer, Mennoniten, Melchioriten und Amischen.
Heute betrachten die Reformierten sich selbst und die Täuferbewegung „als Zweige desselben evangelischen Astes am großen christlichen Baum“. In einem Gottesdienst im Zürcher Großmünster im Juni 2004 bekannten die Reformierten, „dass die damalige Verfolgung nach unserer heutigen Überzeugung ein Verrat am Evangelium war und unsere reformierten Väter in diesem Punkt geirrt haben.“ Im weiteren Verlauf der offiziellen Erklärung heißt es: „Es ist an der Zeit, die Geschichte der Täuferbewegung als Teil unserer eigenen Geschichte zu akzeptieren, von der täuferischen Tradition zu lernen und im Dialog mit den täuferischen Gemeinden das gemeinsame Zeugnis des Evangeliums zu verstärken.“

## Merkmale
Die reformierten Kirchen teilen mit den übrigen Kirchen der Reformation wesentliche Prinzipien wie das Priestertum aller Gläubigen und die vier evangelischen Grundsätze sola scriptura (allein die Schrift), solus Christus (allein Christus), sola gratia (allein durch Gnade) und sola fide (allein durch Glauben). Wie die meisten evangelischen Kirchen erkennen die Kirchen der reformierten Tradition mit Taufe und Abendmahl zwei Sakramente an.
Im Unterschied zur lutherischen Tradition wird in reformierten Kirchen das Abendmahl jedoch als reines Gedächtnismahl verstanden. Die Vorstellung einer Realpräsenz wird abgelehnt. Brot und Wein gelten dementsprechend als Zeichen für die reale Präsenz Jesu Christi, nicht jedoch als Materialisierung dieser Präsenz. Eine Wandlung der Elemente Brot und Wein in Leib und Blut wird nicht geglaubt. Statt eines Altars befindet sich in reformierten Kirchen in der Regel ein Abendmahlstisch. Auch die lutherische Zwei-Reiche-Lehre wird in reformierten Kirchen nicht gelehrt. Im Unterschied zu einigen evangelischen Freikirchen praktizieren die reformierten Kirchen die Kindertaufe.
Ein besonderes Merkmal der reformierten Kirchen ist die Betonung der Gleichgewichtigkeit des Alten und des Neuen Testamentes. Aus dem Alten Testament erklärt sich auch die Hervorhebung des Bilderverbotes, was sich in der relativen Nüchternheit reformierter Kirchengebäude wiederfindet. Kruzifixe oder größere Ausschmückungen werden in der Regel abgelehnt. Die reformierte Liturgie ist ebenfalls relativ schlicht und auf die Predigt bzw. Verkündigung des Wortes Gottes zugeschnitten. Entsprechend ist die Kanzel in den meisten reformierten Kirchengebäuden zentral angebracht. Kennzeichnend sind auch die schlicht gehaltenen sogenannten Genfer Psalter. Wechselgesänge gibt es in der Regel nicht.
Die reformierten Kirchen im deutschsprachigen Raum sind meist presbyterial-synodal organisiert. Die Pfarrstellen werden nicht von Kirchenleitungen, sondern direkt durch die Gemeinden oder die Gemeindevorstände besetzt. Entsprechend ihren Kirchenverfassungen bildeten sich im anglo-amerikanischen Raum presbyterianische und kongregationalistische Kirchen heraus.
Stark prägend für die reformierte Konfession ist der Calvinismus, der sich unter anderem durch die Prädestinationslehre und eine strenge Kirchenzucht kennzeichnet. In Auseinandersetzungen mit der Prädestinationslehre entwickelten sich innerhalb der reformierten Kirche auch Gegenpositionen wie die niederländischen Remonstranten, die schließlich aus der Reformierten Kirche ausgeschlossen wurden. Die ebenfalls auf Calvin zurückgehende reformierte Ämterlehre kennt innerhalb der einzelnen Gemeinde die Ämter Pastor, Lehrer, Ältester (Presbyter) und Diakon.

## Gottesdienst
Äußeres Charakteristikum reformierter Kirchen ist die mit der Beseitigung der älteren Bildwerke in der Anfangszeit der Reformation einsetzende Sparsamkeit der Kirchenausstattung; oft besteht der einzige Schmuck im Kircheninnern in Bibelversen und in der Gestaltung von Kanzel und Taufstein. Liturgisch fällt die Vorrangstellung des Wortes auf. Während Luther die Kirchenmusik als Element des Gottesdienstes beibehielt, lehnte Zwingli sie als Gefahr für die Verkündigung ab und ließ auch die Kirchenorgeln entfernen. So kannte der Gottesdienst in Zürich zur Zeit Zwinglis keine Gesänge; Calvin führte den Psalmengesang ein, was zum weit verbreiteten „Genfer Psalter“, einer Sammlung von Nachdichtungen der biblischen Psalmen, führte. Die Tradition des Gemeindegesangs und des reformierten Kirchenlieds setzte schon in der Anfangszeit der Reformation ein.
Das Abendmahl ist eine Erinnerungsfeier und wird in der Regel nur einige Male im Jahr an hohen Festtagen gefeiert. Dem Vorbild der Zürcher Tradition 1525 unter Ulrich Zwingli folgend, gibt es in vielen Gemeinden vier Abendmahlsfeiern im Jahr. In der Zürcher Kirchenordnung wurde das Sakrament für „Weihnachten, Ostern, Pfingsten und im ‚Herbst‘“ festgesetzt. Heute übliche Termine sind Weihnachten, Gründonnerstag/Karfreitag/Ostern, Pfingsten und Erntedank; zuweilen wird das Abendmahl auch noch zur Konfirmation gefeiert.
Ein wesentlicher Unterschied zu den Lutheranern ist das Verhältnis zur kirchlichen Tradition, von der Zwingli und Calvin nur das beibehielten, was biblisch ausdrücklich begründet ist, während Luther alles zuließ, was der Bibel nicht widersprach.

## Bekenntnisse
Die wichtigsten deutschsprachigen reformierten Dokumente des 16. Jahrhunderts sind das Zweite Helvetische Bekenntnis und der Heidelberger Katechismus. Dieser Katechismus dokumentiert die innerreformierte Spaltung: Während sich im Gefolge von Zwinglis Theologie in Zürich, Bern, Basel und anderen Orten eine sehr enge Verzahnung von politischer und geistlicher Führung herausbildete, arbeitete Calvin in seiner Institutio Christianae Religionis eine biblisch begründete Kirchenordnung heraus, die die Ämter von Presbyter und Pfarrer als Gemeindeleitung sowie daneben die Ämter des Diakons und des Lehrers kennt; zudem wird die Kirchenzucht betont, die den Presbytern obliegt.
Weitere bedeutende reformierte Bekenntnisse sind die Lehrregeln von Dordrecht und das Bekenntnis von Westminster.
Die meisten reformierten Kirchen Europas beteiligen sich an der Gemeinschaft Evangelischer Kirchen in Europa und haben sich die Leuenberger Konkordie zu eigen gemacht.

## Väter der reformierten Kirche
Besonders bedeutende reformierte Theologen des 16. Jahrhunderts waren:
Zürcher Richtung:
- Ulrich Zwingli
- Heinrich Bullinger
- Johannes Oekolampad
- Martin Bucer

Genfer Richtung:
- Guillaume Farel
- Johannes Calvin
- Theodor Beza

Kurpfalz:
- Zacharias Ursinus

Schottland:
- John Knox

## Heutige reformierte Kirchen
- Weltgemeinschaft Reformierter Kirchen

- Evangelisch-reformierte Kirchen der Schweiz (23 eigenständige Landeskirchen)
- Reformierte Kirche von Elsass und Lothringen
- Evangelisch-reformierte Kirche (Gliedkirche der EKD)
- Lippische Landeskirche (vorwiegend reformiert; als Landeskirche in der EKD)
- Niederländische reformierte Kirchen
- Church of Scotland

### Minderheitskirchen
- Evangelisch-altreformierte Kirche in Niedersachsen
- Bund Evangelisch-reformierter Kirchen Deutschlands
- Evangelische Kirche H.B. in Österreich
- Presbyterianische Kirchen
- Reformierte Kirche von Frankreich
- Griechische Evangelische Kirche (Ελληνική Ευαγγελική Εκκλησία)
- Reformierte Kirche in Ungarn
- Reformierte Kirche in Rumänien
- Reformierte Kirche in Transkarpatien
- Evangelisch-Reformierte Kirche in Polen